# 1480
سنة 1480 كانت سنة كبيسة تبدأ يوم السبت من تقويم يولياني.

## أحداث
- الجيش العثماني يصل بقرب أوترانتو،إيطاليا،سيكتوس الرابع يدعو لى حملة صليبية للرد وإبعاد الغزو.

## مواليد
- 10 يناير-ماجرجت من النمسا،الوصي على عرش هولندا(ماتت عام 1530)

## وفيات
- 14 أبريل-توماس سبينس،مطران ورجل دولة اسكتلندي (مات عام 1415).